# Șofran

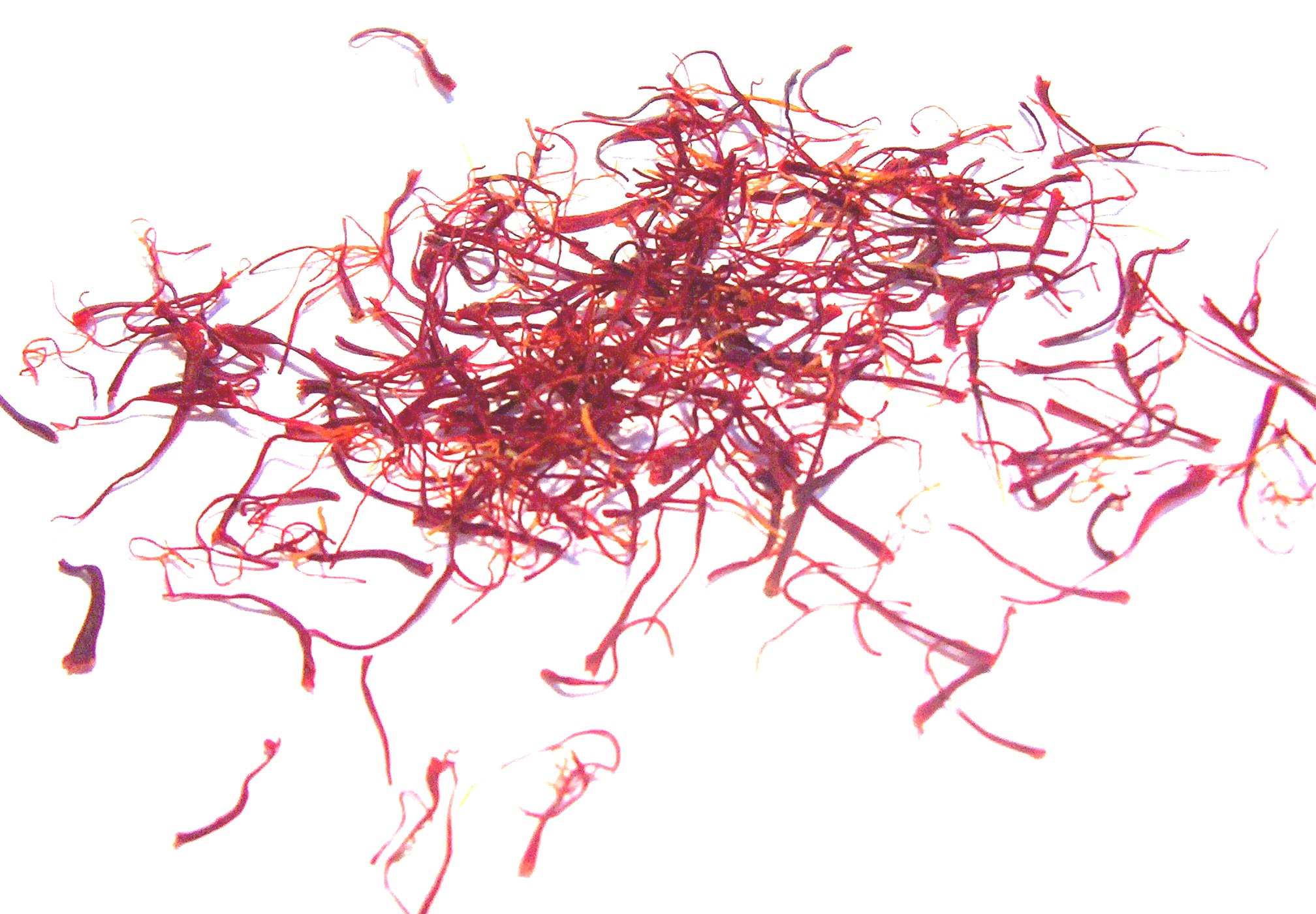
Stigmate de șofran

Șofranul (Crocus sativus) este o plantă mediteraneană, din care se poate extrage condimentul șofran, uleiuri aromatice, precum și numeroase alte substanțe cu utilizări în medicină și alimentație.

## Origine
Șofranul a fost întotdeauna cel mai scump condiment din lume. Originile nu sunt certificate însă par a se situa în Orientul mijlociu. A fost introdus în Europa de mauri prin Spania, la ora actuală fiind cultivat în Spania (La Mancha) și Grecia, Franța (cea mai bună calitate), Italia, iar în restul lumii în Maroc, Cașmir, Iran (cel mai mare producător) sau China. Prețul său ridicat (30.000-40.000 euro/kg) se datorează faptului că pentru 1 kg de condiment trebuie recoltate între 130.000 și 250.000 de flori din care se rețin numai stigmatele (partea superioară a pistilului ce este divizată în 3) ce se usucă până la pierderea a 4/5 din umiditatea lor, dar și de faptul că este o cultură manuală ce nu suportă mecanizare decât în mică parte (lucrările solului). Șofranul, numit și `aurul roșu` era considerat un simbol al luminii, folosit din cele mai vechi timpuri ca plantă tinctorială ce dădea o culoare galben auriu, ca a soarelui, hainele conducătorilor fiind vopsite cu extractul stigmatelor de Crocus.

## Caracteristici
Șofranul este plantă erbacee, perenă, cultivată, ce poate atinge 30-40 cm în înălțime. Frunzele sale sunt lungi și înguste. Fructele sale sunt mici și albe. Florile sunt violete, cu linii purpurii. Crește din bulbi numiti `cormus` și aparține speciei Crocus. Din septembrie până în noiembrie, planta produce flori albastre-violet, cu pistile lungi, roșii. Frunzele, care sunt asemănătoare firelor de iarbă, cresc în același timp în cazul unei umidități accentuate și după deschiderea florii pe timp de secetă, aceasta fiind o regulă generală de la care abateri există, Crocus-ul fiind o plantă capricioasă. Stigmatele roșii conțin uleiuri esențiale, substanțe amărui și colorant galben.

## Zona de creștere
Foarte important este ca locul să fie cald și însorit. Solul trebuie să conțină humus și să fie bine arat.
Zona plată de la Toledo la Albacete oferă condiții optime: climă moderată, sol bogat, argilos, uneori nisipos, precipitații adecvate. Arabii au adus șofranul în Peninsula Iberică în secolul al X-lea. Cuvântul "azafran" (condiment în spaniolă) provine din za'faran din arabă.

## Cultivare
Șofranul se înmulțește numai prin bulbii denumiți `corm`, fiind o plantă ce nu se poate poleniza decât foarte rar. Șofranul este o plantă de altitudine, iubind verile aride și iernile răcoroase, suportând înghețul până la -13 °C. Se plantează bulbii în luna iulie-august, la adâncimi cuprinse între 15 și 30 cm, în funcție de climă și teren, florile se recoltează în lunile septembrie-noiembrie după care, plantele se protejează prin paiaj sau cultură intercalată (în regiunea Mund din Germania se folosește grâul), iarna și primăvara fiind perioada în care se înmulțește și acumulează substanțele nutritive necesare. În luna mai-iunie, frunzele se usucă iar planta intră în repaus vegetativ. Este momentul în care cormii se pot scoate din pământ pentru divizare. Cultura se menține în sol maximum 10 ani, în funcție de gradul de diviziune a cormului și de adâncimea la care a ajuns în sol. În general nu se depășesc 5 ani, cu o revenire pe teren după o perioadă echivalentă. Pot fi cultivați și în ghiveci sau jardiniere, cu o expunere însă la rece în perioada iernii.

## Recoltare
Florile se recoltează deschise, după ce roua s-a ridicat, se emondează (separarea stigmatelor de floare) și usucă în aceeași zi. Uscarea se face la 40-60 °C, până la pierderea a 4/5 din greutate. Se condiționează în recipiente din sticlă sau faianță, închise ermetic, ferite de lumină și umiditate. Se pot folosi după 30 zile, timp în care condimentul își formează aroma.

## Istoria șofranului - condiment
Spania exportă șofran din secolul al XIV-lea, azi deține 70% din piața mondială. Era un articol valoros cu secole înainte și în Persia. Fenicienii dedicau prăjituri cu șofran zeitei Astarte. Fragmente mici de șofran s-au găsit și în mumiile egiptene. Cleopatra îl folosea în preparatele sale cosmetice.
Șofranul este menționat de Homer, Plinius cel Bătrân, Hipocrate, Chaucer sau Shakespeare. În evul mediu, Eduard al III-lea impune fermierilor englezi cultivarea plantei, numită aici "crockers". În 1838, în America agenda medicală arăta că "în doze mici, înviorează spiritul...".
Ultima duminică din luna octombrie în regiunea La Mancha, Spania este sărbătoarea încheierii culesului, la care iau parte localnicii dar și oameni veniți din toată Spania sau turiști. O Dulcinee este aleasă regina sărbătorii, iar Don Quijote și Sancho Panza, în costume de epocă își fac apariția triumfală (toate, personaje ale romanului spaniol al lui Miguel de Cervantes).

## Utilizări
Arabii, cei mai mari consumatori de șofran, îl folosesc la aromatizarea mâncărurilor din miel, oaie, pui, orez. În Franța este indispenabil pentru bouillabaisse, în Italia pentru risotto, în Spania pentru paella. Țări ce importă șofran: Arabia Saudită, Kuweit, S.U.A.
- Aromatizant
- Stimulator digestiv
- Purgativ
- Întăritor
- Afrodiziac

### Gastronomie
Șofranul se utilizează la condimentarea supelor de pește și a felurilor pe bază de orez – cum ar fi paella –, conferindu-le în același timp o culoare foarte plăcută. Sosurile și pâinea au un gust mai plăcut datorită lui, dar trebuie folosit totuși cu moderație, din cauza gustului amărui.

### Efecte terapeutice
Șofranul este un ingredient important care intră în compoziția produselor cosmetice antirid.
Scopuri decorative
Șofranul arată foarte bine în grădini, cultivat în straturi sau în ghivece. Înflorește toamna târziu.

### Precauții
Consumul preparatelor condimentate cu șofran nu este recomandat femeilor gravide, căci șofranul poate provoca avortul. Persoanele care suferă de tulburarea bipolară – o tulburare a dispoziției – trebuie să evite șofranul, planta poate declanșa un comportament agresiv, chiar violent.
Ca și condiment, șofranul, care se presară peste sau se adaugă în mâncare, trebuie folosit în cantitate mică, nu mai mult de 2 grame pe zi, fiindcă în cantitate mare, condimentul devine nociv și poate crea tulburări de comportament.